# Verkehrsmittelvergleich
Unter einem Verkehrsmittelvergleich versteht man den Prozess des preislichen und zeitlichen Vergleichens verschiedener Verkehrsmittel auf der gleichen Relation, oft auch in Form eines gegeneinander Abwägens von Kombinationen mehrerer unterschiedlicher Verkehrsmittel.

## Geschichte
Im deutschen Sprachgebrauch wurde der Begriff „Verkehrsmittelvergleich“ zunächst nur von Umweltorganisationen wie Greenpeace benutzt. Gemeint war hier der Vergleich von Schadstoffemissionen verschiedener Verkehrsmittel umgerechnet auf die Anzahl der beförderten Passagiere. Damit wurde die Umweltverträglichkeit dieser Verkehrsmittel gegeneinander abgewägt. Als bestes Langstrecken-Verkehrsmittel erschienen hier in den meisten Fällen die elektrisch betriebenen Linienzüge der deutschen Bahn, da aufgrund der Unabhängigkeit von Verbrennungsmotoren praktisch keine direkten Schadstoffemissionen auftraten.
Erste Ansätze eines Verkehrsmittelvergleichs im heutigen Sinne bietet die Deutsche Bahn im Rahmen ihres 2002 realisierten Mobilchecks, welcher in Ansätzen die direkte Gegenüberstellung zwischen Bahn und Pkw in den Punkten Fahrtdauer und Fahrtkosten erlaubt. Das Ecopassenger-Portal des Internationalen Eisenbahnverbands ermittelt ebenfalls Verbindungen und vergleicht die Umweltwirkungen einer Fahrt mit verschiedenen Verkehrsmitteln.
Der erste vollständige Online-Verkehrsmittelvergleich ging 2003 mit dem britischen Portal Transport Direct ans Netz, einer Kooperation des britischen Verkehrsministeriums mit einer Vielzahl von Reiseveranstaltern und landesweiten Verkehrsbetrieben. Transport Direct beendete 2014 den Betrieb, laut mittlerweile andere Reiseinformationsdienste verfügbare waren.

## Kritik
Oft werden bei einem durchgeführten Verkehrsmittelvergleich nur die offensichtlichen Betriebskosten verglichen. Ein umfassender Verkehrsmittelvergleich als Grundlage für eine Verkehrsmittelwahl sollte jedoch alle Kostenfaktoren beinhalten. Hierzu gehören: 
- Anschaffungskosten, wie Fahrzeugkauf, Anmeldung usw.
- Laufende Kosten, wie Versicherung, Steuer, Garagenkosten usw.
- Betriebskosten, wie Treibstoff, Reparaturen, Verschleißteile usw.
- Umweltkosten, wie Kosten für Straßenbau, Lärmschutzmaßnahmen, Unfallkosten usw.

Ein Großteil der Umweltkosten werden nicht verursachergerecht verrechnet, sondern von der Allgemeinheit getragen.

## Arten des Verkehrsmittelvergleichs

### Manueller Verkehrsmittelvergleich
Um einen Verkehrsmittelvergleich per Hand durchzuführen, müssen zunächst die Internet-Portale oder sonstigen Unterlagen aller wichtigen Reiseveranstalter und Verkehrsmittel-Dienstleister separat durchgearbeitet werden. Auf jedem Portal und für jedes offline vorliegende Angebot muss anschließend für jeden gewünschten Routenabschnitt eine Suche mit den gleichen Ausgangsdaten gestartet werden.
Im letzten Schritt müssen alle verwertbaren Suchergebnisse nach Kosten, Reisezeit und Komfort gegeneinander abgewogen werden, um eine möglichst sinnvolle, individuelle Reiseroute herauszuarbeiten. Besonders der abschließende Preisvergleich gestaltet sich aufgrund vieler, erst unmittelbar zur Buchung offensichtlich werdender versteckter Kosten meist äußerst kompliziert und ist daher sehr zeitintensiv.

### Automatisierter Verkehrsmittelvergleich
Internetportale bieten die Möglichkeit einer Tür-zu-Tür-Reiseplanung (Door-to-door journey), welche Busse, Züge und Flugverbindungen in die Berechnungen der bestmöglichen Reiseroute miteinbezieht. In einem zweiten Schritt werden die Ergebnisse direkt mit Hilfe eines komplexen Kombinationsalgorithmus zu den kürzesten, schnellsten oder günstigsten Reisevarianten zusammengesetzt.
Einige Portale berücksichtigen und vergleichen neben verschiedenen Verkehrsmitteln auch deren CO2-Emissionen. Damit ist die Reiseroutenplanung nicht auf ein einzelnes Land beschränkt, sondern bietet einen den gesamten europäischen Raum umfassenden Verkehrsmittelvergleich sowie die Abfrage von Fluginformationen aller großen Flughäfen weltweit.
Seit dem Jahr 2008 existierte mit VerkehrsmittelVergleich.de ein durch das Bundesministerium für Wirtschaft und Technologie gefördertes Projekt, das später unter dem Namen fromAtoB einen Vergleich von Flugzeug, Fernbus, Bahn und Mitfahrgelegenheiten für ganz Deutschland anbot. Dieser Dienst wurde zum Ende des Jahres 2020 eingestellt.